# Cymodocella diateichos
Cymodocella diateichos là một loài chân đều trong họ Sphaeromatidae. Loài này được Barnard miêu tả khoa học năm 1959.